# 南公園站
南公園站（日语：／ Minami Koen eki */?）位於兵庫縣神戶市中央區港島中町八丁目，是神戶新交通港灣人工島線的鐵路車站。副站名為IKEA・兒童醫院前。車站編號為P07。

## 歷史
- 1981年（昭和56年）2月5日 - 隨著港灣人工島線開通，本站開業[1]。
- 1995年（平成7年）
  - 1月17日 - 由於阪神大地震的影響，全線停止營業。
  - 5月22日 - 中公園站 - 本站 - 北埠頭站間復駛（全線復駛為7月31日）。
- 2004年（平成16年）11月20日、21日 - 隨著延伸至神戶機場的軌道切換工程，當天全線停駛。
- 2005年（平成17年）9月10日、11日 - 隨著延伸至神戶機場的軌道切換工程，當天全線停駛。
- 2008年（平成20年）
  - 4月1日 - 根據贊助商命名權契約，本站加上副站名「IKEA前」。契約期間為3年[2][3]。
  - 4月14日 - IKEA神戶開幕。
- 2011年（平成23年）7月1日 - 贊助商命名權契約更新。契約期間為3年（2011年7月1日至2014年6月30日）[1] [4][5]。
- 2016年（平成28年）5月1日 - 兵庫縣立兒童醫院開業。副站名改為「IKEA・兒童醫院前」。

## 車站構造
單式月台1面1線的高架車站。由於沒有往神戶機場站方向的列車，因此若要前往市民廣場站、神戶機場站，必須在中公園站轉乘。
車站2樓為大廳，3樓為月台。驗票口內設有電梯、手扶梯與多功能廁所。

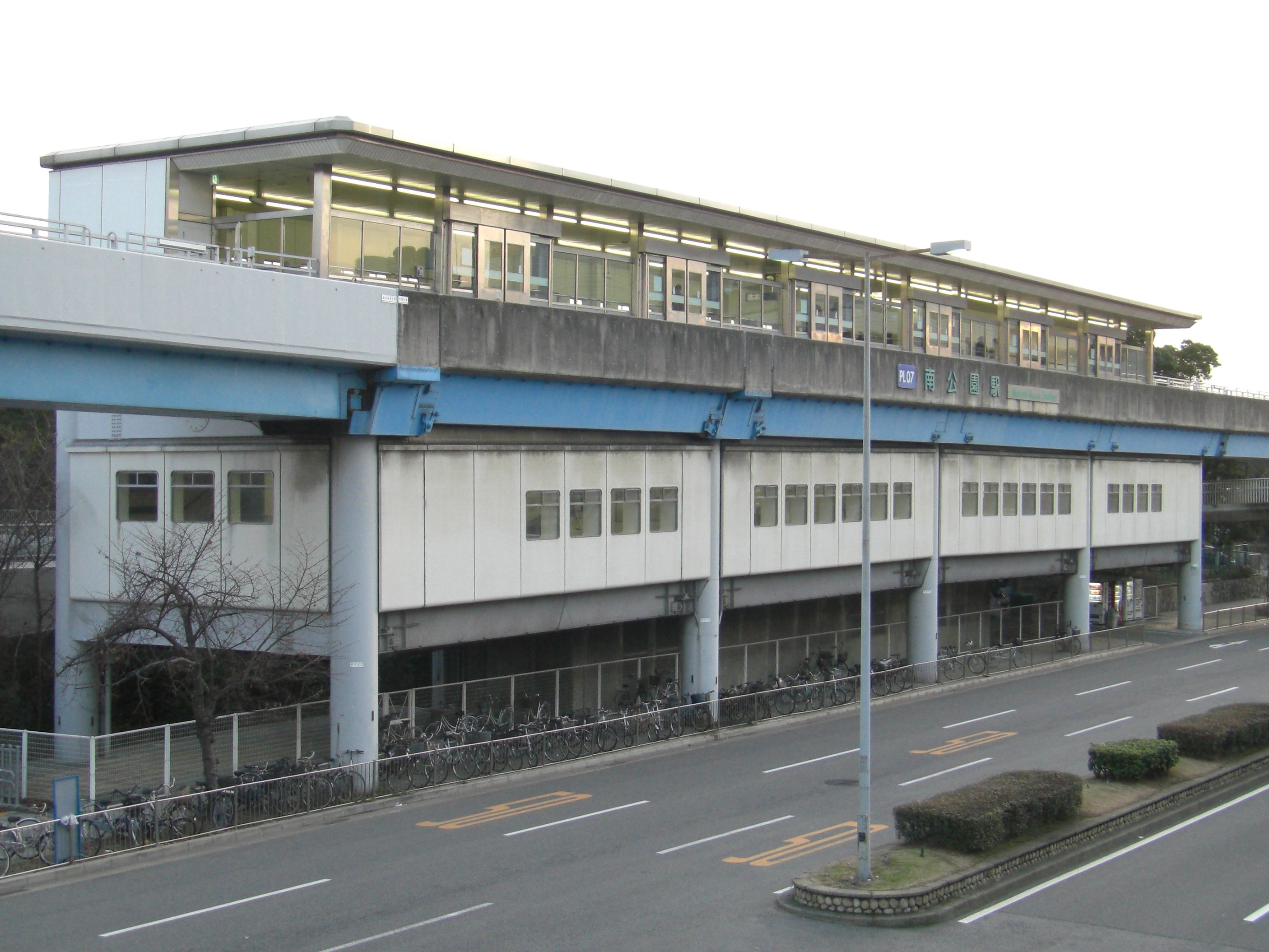
從北側看去的站房

## 使用狀況
2019年度1日平均上車人次為2,645人，神戶新交通的車站中排行第12位，港灣人工島線中排行第7位。
1989年（平成元年）以來依年度別1日平均上車人次統計如下表。
| 年度               | 1日平均 上車人次 |
| ------------------ | ---------------- |
| 1989年（平成元年） | 3,468            |
| 1990年（平成02年） | 4,847            |
| 1991年（平成03年） | 2,912            |
| 1992年（平成04年） | 2,964            |
| 1993年（平成05年） | 2,332            |
| 1994年（平成06年） | 2,258            |
| 1995年（平成07年） | 1,783            |
| 1996年（平成08年） | 2,869            |
| 1997年（平成09年） | 2,507            |
| 1998年（平成10年） | 2,331            |
| 1999年（平成11年） | 2,345            |
| 2000年（平成12年） | 2,191            |
| 2001年（平成13年） | 1,408            |
| 2002年（平成14年） | 1,362            |
| 2003年（平成15年） | 1,359            |
| 2004年（平成16年） | 1,357            |
| 2005年（平成17年） | 1,446            |
| 2006年（平成18年） | 978              |
| 2007年（平成19年） | 1,132            |
| 2008年（平成20年） | 1,549            |
| 2009年（平成21年） | 1,260            |
| 2010年（平成22年） | 1,619            |
| 2011年（平成23年） | 1,627            |
| 2012年（平成24年） | 1,626            |
| 2013年（平成25年） | 1,603            |
| 2014年（平成26年） | 1,570            |
| 2015年（平成27年） | 1,615            |
| 2016年（平成28年） | 2,170            |
| 2017年（平成29年） | 2,386            |
| 2018年（平成30年） | 2,581            |
| 2019年（令和元年） | 2,645            |

## 車站周邊
- 中埠頭機廠
- IKEA神戶[1]
- 兵庫縣立兒童醫院
- UCC上島咖啡本社
- UCC咖啡博物館
- 神戶市立青少年科學館
- Juchheim（日语：ユーハイム）本社
- 港島南公園

## 相鄰車站
神戶新交通
港灣人工島線
※只限中埠頭、三宮方向單方向運行
市民廣場（P06） → 南公園（PL07） → 中埠頭（PL08）

## 外部連結
- 南公園站 （页面存档备份，存于） - 神戶新交通